# Kurt Wolf (Grenzopfer)
Kurt Erwin Wolf (* 7. März 1903 in Berlin; † 23. Januar 1949 ebenda) gehört zu den Todesopfern des DDR-Grenzregimes vor dem Bau der Berliner Mauer. Er wurde während der Berlin-Blockade von Ost-Berliner Polizisten erschossen.

## Todesumstände
Kurt Wolf wohnte im Prenzlauer Berg in Ost-Berlin. Während der Berlin-Blockade arbeitete er für ein Fuhrunternehmen. In der Nacht zum 23. Januar 1949 fuhr er als Beifahrer in einem Lastwagen mit zwei Anhängern, die mit Holz beladen waren, die Behmstraße im sowjetischen Sektor entlang in Richtung West-Berlin. Nach Berichten in West-Berliner Tageszeitungen reagierte der Fahrer an der Grenze nicht auf das Haltezeichen der Ost-Berliner Polizisten, die das Feuer auf den Wagen eröffneten. Der Beifahrer Kurt Wolf, der auf dem Trittbrett mitgefahren sein soll, wurde durch drei Kopfschüsse tödlich getroffen. Der Fahrer gab Gas und brach nach West-Berlin durch. Er kehrte kurz darauf in den Ostsektor zurück und wurde von der Ost-Berliner Polizei verhaftet.
Der Tod von Kurt Wolf steht mit der Berlin-Blockade in Zusammenhang, durch die Bau- und Heizmaterial im Winter zu einem knappen Gut geworden war. Seit Oktober des Vorjahres war die Ost-Berliner Polizei explizit angewiesen, die nicht genehmigte Ausfuhr von Kohle und Holz über die Sektorengrenze zu unterbinden. Das Hereinbringen von Brennstoff nach West-Berlin dürfte in dieser Zeit deshalb ein lohnendes Geschäft gewesen sein. Vermutlich hatte sich der Fuhrunternehmer, in dessen Betrieb Kurt Wolf arbeitete, auf diesen lukrativen Handel verlegt. Der Fahrer und Beifahrer Kurt Wolf haben wahrscheinlich nicht auf die Haltezeichen der Ost-Berliner Polizisten reagiert, weil sie Verhaftung und Beschlagnahme der Ware befürchten mussten, da sie keine Genehmigung für die Ausfuhr besaßen.
Obwohl Polizei und Staatsanwaltschaft in West-Berlin ermittelten, konnten die Schützen nie identifiziert und gefasst werden.